# Serghaya
Serghaya hay Sirghaya (tiếng Ả Rập سرغايا) là một thị trấn nhỏ nằm ở vùng nông thôn Damascus phía tây nam Syria. Theo Cục Thống kê Trung ương Syria (CBS), Serghaya có dân số 7.501 trong cuộc điều tra dân số năm 2004. Cư dân của nó chủ yếu là người Hồi giáo Sunni.

## Địa lý
Nơi này trên mực nước biển 60 km (37 mi) từ Damascus và 1,446 m (4 ft 9 in),nằm dưới chân núi chống Liban. Serghaya có khí hậu ôn hòa với nhiệt độ thay đổi từ 25 đến 32 độ C trong tất cả các mùa hè và khí hậu lạnh với nhiệt độ thay đổi từ -5 đến 10 trong cả mùa đông khi tuyết bao phủ đất và núi.
Nó được kết nối với Damascus thông qua Al-Zabadani và cũng có đường sắt cũ đến Beirut qua Riyaq (hoặc Rayak), Bekaa.
Thị trấn lân cận
- hướng Tây: `Utayb (3,5   nm)
- Bắc: Yahfufah (3,4   nm), Al Khuraybah (4.0   nm), Ma`rabun (3,4   nm)
- Đông: Al `Uwayni (0,4   nm)
- Nam: `Ayn al Hawr (2.2   nm)

## Khí hậu
Ở Serghaya, có khí hậu Địa Trung Hải mùa hè mát mẻ. Lượng mưa vào mùa đông cao hơn vào mùa hè. Phân loại khí hậu Köppen-Geiger là Csc. Nhiệt độ trung bình hàng năm ở Serghaya là 11,5 °C (52,7 °F). Khoảng 583 mm (22,95 in)     lượng mưa giảm hàng năm. 
| Dữ liệu khí hậu của {{{location}}} | Dữ liệu khí hậu của {{{location}}} | Dữ liệu khí hậu của {{{location}}} | Dữ liệu khí hậu của {{{location}}} | Dữ liệu khí hậu của {{{location}}} | Dữ liệu khí hậu của {{{location}}} | Dữ liệu khí hậu của {{{location}}} | Dữ liệu khí hậu của {{{location}}} | Dữ liệu khí hậu của {{{location}}} | Dữ liệu khí hậu của {{{location}}} | Dữ liệu khí hậu của {{{location}}} | Dữ liệu khí hậu của {{{location}}} | Dữ liệu khí hậu của {{{location}}} | Dữ liệu khí hậu của {{{location}}} |
| Tháng                              | 1                                  | 2                                  | 3                                  | 4                                  | 5                                  | 6                                  | 7                                  | 8                                  | 9                                  | 10                                 | 11                                 | 12                                 | Năm                                |
| ---------------------------------- | ---------------------------------- | ---------------------------------- | ---------------------------------- | ---------------------------------- | ---------------------------------- | ---------------------------------- | ---------------------------------- | ---------------------------------- | ---------------------------------- | ---------------------------------- | ---------------------------------- | ---------------------------------- | ---------------------------------- |
| [ cần dẫn nguồn ]                  |                                    |                                    |                                    |                                    |                                    |                                    |                                    |                                    |                                    |                                    |                                    |                                    |                                    |

## Kinh tế
Kinh tế cho thị trấn này dựa trên các hoạt động nông nghiệp và các loại cây trồng chính là (táo, anh đào, lê, đào và mơ).